# Stekelbuisbekvissen
Stekelbuisbekvissen (Indostomidae) zijn een familie van straalvinnige vissen uit de orde van Stekelbaarsachtigen (Gasterosteiformes).

## Geslacht
- Indostomus Prashad & Mukerji, 1929